# 方威
方威（1973年—），辽宁沈阳人。汉族，中國共產黨黨員。曾任抚顺炭素有限责任公司总工程师、辽宁方大集团董事局主席、北京方大炭素科技有限公司董事长。

## 事件

### 因賄選而被罷免人大代表
2013年，被选为第十二届全国人民代表大会辽宁地区代表。因涉嫌违法犯罪，2014年5月30日，辽宁省第十二届人大常委会第十次会议决定罢免其第十二届全国人民代表大会代表职务。2016年因涉嫌贿选被认定当选无效。

### 被曝與蘇榮案有關
蘇榮落馬不久後，方威的第十二届全国人民代表大会代表职务罢免。方威的发家轨迹，与近期落马的苏荣为官履历如影随形。因此，外界舆论普遍认为方威落马是苏荣贪腐案的再扩展。